# Galeazzo Mondella
Galeazzo Mondella, detto il Moderno (Verona, 1467 – Roma, ante 1528), è stato un orafo e medaglista italiano, tra i maggiori produttori di placchette bronzee del Rinascimento italiano.

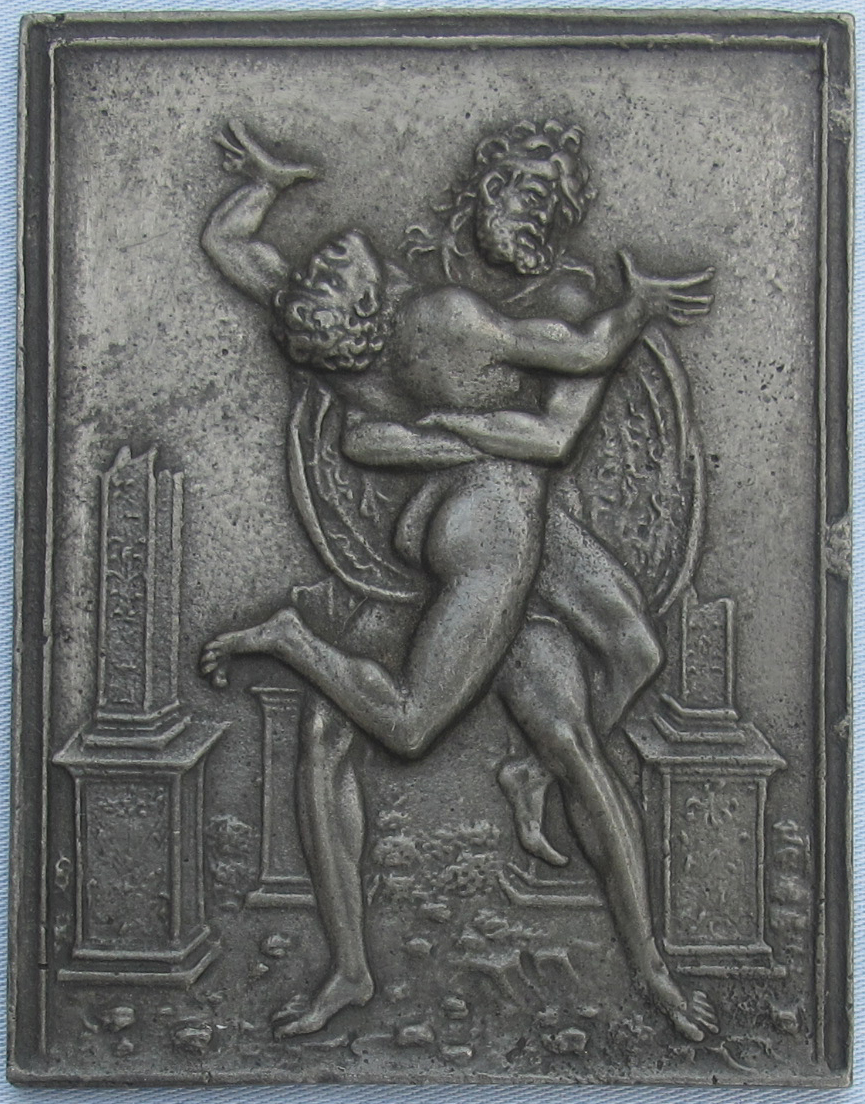
Ercole e Anteo, versione del Germanisches Nationalmuseum

Soprannominato "il Moderno" probabilmente in contrapposizione con il bronzista mantovano Pier Jacopo Alari Bonacolsi detto "l'Antico", fu un prolifico autore di medaglie, placchette decorative e bronzetti, a soggetto sia profano sia sacro. Tra le sue migliori opere la serie delle Fatiche di Ercole.